# Свит
Свит (слч. Svit, мађ. Szvit) град је у Словачкој, који се налази у оквиру Прешовског краја, где је у саставу округа Попрад.

## Географија
Свит је смештен у крајње северном делу државе, близу државне границе са Пољском - 15 km северно од града. Главни град државе, Братислава, налази се 330 km југозаапдно од града.
Рељеф: Свит се развио у словачком делу планинског била Високих Татри, који су овде граница са Пољском. Насеље се налази у пространој Спишкој котлини, испод планина. Подручје око града је планинско, на приближно 760 m надморске висине.
Клима: Клима у Свиту је оштрија умерено континентална због знатне надморске висине.
Воде: Свит се развио на реци Попрад.

## Историја
Људска насеља на овом простору везују још за време праисторије. И поред тога Свит је један од најмлађих градова у Словачкој. Основан је 1934. године од стране компаније "Бата" и њеног власника, Томаша Батје. Град је добио име по погону дате компаније (Slovenské vizkózové továrne).
У време комунизма град је нагло индустријализован, па је дошло до наглог повећања становништва. После осамостаљења Словачке град је постао њено општинско средиште, али је дошло до привредних тешкоћа у време транзиције.

## Становништво
| Година:    | 1994. | 2004.   | 2014.   | 2024.   |
| ---------- | ----- | ------- | ------- | ------- |
| Број људи: | 7563  | 7460    | 7739    | 7717    |
| Разлика:   |       | -1,36 % | +3,73 % | -0,28 % |

| Година:    | 2023. | 2024.   |
| ---------- | ----- | ------- |
| Број људи: | 7686  | 7717    |
| Разлика:   |       | +0,40 % |

Данас Свит има око 7.500 становника и последњих година број становника стагнира.
Етнички састав: По попису из 2001. састав је следећи:
- Словаци - 96,4%,
- Роми - 1,1%,
- Чеси - 0,8%,
- остали.

Верски састав: По попису из 2001. састав је следећи:
- римокатолици - 62,5%,
- атеисти - 20,7%,
- лутерани - 8,6%,
- гркокатолици - 4,0%,
- остали.

## Партнерски градови
- Кнуров
- Чешка Требова

## Галерија
- Поглед на Свит
- Управна зграда
- Пословна зграда
- Споменик Томашу Батји